# Coles Group
Coles Group Limited er en australsk dagligvarekoncern. De driver flere butikskæder, hvoraf Coles Supermarkets har 806 butikker og Coles Express har 712 butikker. De har endvidere liqour stores og tankstationer. Virksomheden blev etableret i Collingwood, Victoria i 1914. Selskabet var kendt som Coles Myer Ltd. fra 1985 til 2006, Coles Group var ejet af Wesfarmers fra 2007 til 2018, da virksomheden blev frastykket og igen blev en uafhængig børsnoteret virksomhed på Australian Securities Exchange.